# Верховный кассационный суд Сербии
Верховный кассационный суд Сербии (серб. Врховни касациони суд Републике Србије) — высшая судебная инстанция в Сербии. Он является последним местом обжалования для всех сторон в гражданских и уголовных делах. 
Суд был создан в 1846 году указом князя Александра Карагеоргиевича. В настоящее время он действует в соответствии с Конституцией Сербии и Законом об организации судов. Верховный кассационный суд Сербии состоит из 24 судей и располагается в Белграде. 
Суд издает Бюллетень Верховного кассационного суда (с 1964 года).

## Состав
Верховный кассационный суд Сербии состоит из 34 судей, один из которых является его председателем. Состав суда по состоянию на 11 декабря 2012 года:
- Андрейевич Снежана
- Боровац Елена
- Важич Невенка
- Вичентийевич Миодраг
- Глигорийевич Предраг
- Драгичевич-Дичич Радмила
- Драгойевич Биляна
- Джерасимович Миряна
- Джорджевич Драгиша
- Джукич Лидия
- Живкович Снежана
- Йованович Власта
- Йокич Стоян
- Йоцич Драган
- Кнежевич-Томашев Любица
- Ковачевич-Томич Майя
- Крстайич Веско
- Лазаревич Янко
- Лутовац Звездана
- Месарович Ната (председатель)
- Милойевич Драгомир
- Милутинович Любица
- Николич Миломир
- Пекович Новица
- Петрович-Шкеро Вида
- Пешич Вера
- Попович Весна
- Радевич Надежда
- Синакович Биляна
- Станкович Анджелка
- Таталович Зоран
- Трифунович Предраг
- Цветкович Бата
- Чавлина Горан